# Cataloipus oberthuri
Cataloipus oberthuri är en insektsart som först beskrevs av Bolívar, I. 1890.  Cataloipus oberthuri ingår i släktet Cataloipus och familjen gräshoppor.

## Underarter
Arten delas in i följande underarter:
- C. o. somali
- C. o. oberthuri